# 歌のトップテン
『歌のトップテン』（うたのトップテン）は、1986年4月7日から1990年3月26日まで、日本テレビ系列局ほかで毎週月曜日20:00 - 20:54（JST）に生放送された日本テレビ製作の音楽番組。製作局の日本テレビでは1986年4月7日から1990年3月26日まで放送。4年間における放送回数は約180回。

## 概要
ランキング歌謡番組『トップテンシリーズ』の第3弾として、前番組『ザ・トップテン』をリニューアルする形でスタートした。
東京・渋谷公会堂からの公開生放送だったが、前番組同様に別の会場や日本テレビGスタジオを使うこともあった。後述する事件を機にGスタジオから非公開生放送の回が増え、末期はほぼ非公開になった。なお、放送期間・回数やランクイン回数等のカウントは『ザ・トップテン』時代を含めて計上される事が多かった。

### リニューアルされた点
- 順位発表が過去3週の折れ線グラフになった（ザ・トップテン末期より継承）。
- 歌手登場がスライド式ドアから、ランキングボードが観音開きするドアに変更[注 1]。Gスタジオでの放送時は当初は渋谷公会堂など他会場での公開放送時と同じセットを使い、徳光・石野時代は観客席も設けて他会場同様に有観客形式を取っていたが、和田・紳助時代は当初からGスタジオでの放送時に限り非公開・無観客での放送を行い、非公開への完全移行まではそれまでと同じく公開放送のセットを使用していた。その後、Gスタジオでの非公開への完全移行に際して使用を始めたセットはドアが設けられず、セット左手の入り口から登場する形式になっていた。最末期にセットを再び変更した際には再度スライド式ドアが設けられた。
  - 和田・紳助時代に変わって暫く経った1987年5月11日までは、オープニング終了後司会者は既にスタンバイしているいわゆる「板付き」で番組本編が始まっていた[注 2] が、翌週の同年5月18日からは先述の観音開き式ドアから専用ジングルと共に司会者が登場して本編開始となっていた。ただし、Gスタジオから非公開で放送する際は今まで通り「板付き」の状態だった。
- 新年最初の放送は「夢のトップテン」と題してリクエストのみのランキングを発表していた。
- 『ザ・トップテン』では初登場の儀式として写真撮影をしていたが、『歌のトップテン』への刷新と司会が徳光・石野に変更するにあたりいったん廃止された。その後、司会が和田・紳助に替わってしばらく経った1987年5月25日から初登場の儀式が復活し、和田との握手になる。握手した歌手が和田の手の大きさに驚いたりするシーンが見受けられた（一度出演した歌手が別の名義やグループでランクインした場合ももう一度握手をする）。
- 『NTV紅白歌のベストテン』から行われていた日本テレビの本社スタジオからのアナウンサーによる進行部分が無くなり、これに伴い『ザ・トップテン』からの11位以下の順位の発表もVTRによるものに変わる[注 3]。なお、徳光・石野時代はアルバムトップテンと11位以下のランキングの発表を『ザ・トップテン』の「話題曲コーナー」にあたる部分と統合させて「今週のインフォメーション」というコーナーにしていた。
- 同様の理由から「ザ・トップテン」で番組エンディングにスタジオから行っていたリクエスト募集の告知も変更された。この番組では徳光・石野時代はアルバムトップテンと11位以下のランキングの発表後に会場から司会者が告知していたが、和田・紳助時代はエンディングのスタッフロール終了後と最後のCMの間に移動。アルバムトップテンと11位以下のランキングの発表を読み上げたアナウンサーが読む形をとった。それまでと同様に、毎週30名に番組提供スポンサーからの賞品がプレゼントされた[注 4]。なお、CSでの放送時にはカットされている（徳光・石野時代はそのまま放送）。

## 出演者
| 代（放送期間）                         | 司会者               | リポーター               |
| -------------------------------------- | -------------------- | ------------------------ |
| 初代 （1986年4月7日 - 1987年3月30日）  | 徳光和夫、石野真子   | 堀敏彦 （当時 タレント） |
| 2代目 （1987年4月6日 - 1990年3月26日） | 和田アキ子、島田紳助 | 堀敏彦、吉村明宏         |

- 上記リポーターは中継に出ない場合、生放送の会場に出演。
- 和田・紳助時代には毎年8月末に和田が夏季休暇で海外に行くことが恒例となっていたが、殆どの場合代打は立てず紳助と堀・吉村で対応していた。1989年の夏季休暇時には『紅白歌のベストテン』『ザ・トップテン』の司会者で、事務所の後輩にあたる榊原郁恵が一夜限りで復帰している。

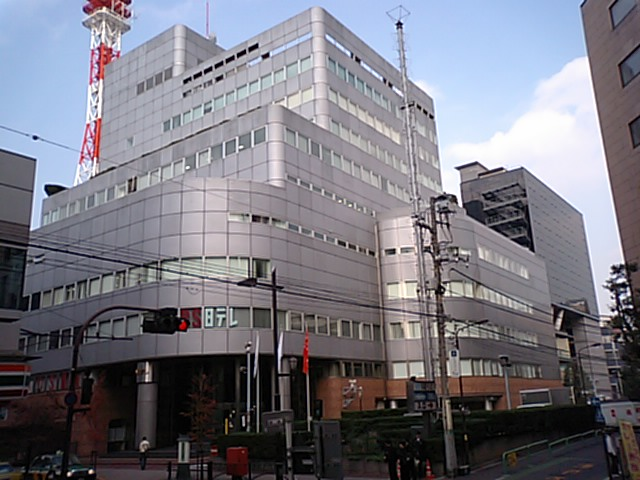
1988年から生放送が行われた日本テレビ旧社屋（東京・麹町）

### ランキングの決定方法
『ザ・トップテン』時代とランキングの決定方法は変わっておらず、「シングルレコードの売り上げ」・「有線放送のランキング」・「ネット局のデータ」・「視聴者からのリクエスト」の4つのデータを合わせたランキングを発表している。

### オープニング
- 第0代（初回限定、1986年4月7日）

横浜桜木町駅前に造られた、当時放送されていた『天才・たけしの元気が出るテレビ!!』で企画された「元気が出るフェア」の特設会場内に「歌のトップテン」のロゴを表示し、周辺の夜景を空撮して中継した。
- 初代（1986年4月14日 - 1987年3月）

青色のバックに黄金の光が鏤められたCG。冒頭で黄金色で「歌のトップテン」のロゴを表示（タイトルコールは徳光と石野）、続けて、前週のランクイン10曲のハイライト映像（欠席した歌手は写真のみ）が回転し、その下をダンサーが踊る提供バック。
- 第2代（1987年4月6日 - 最終回）

黒色のバックにカラフルな音符が飛び交うCGで、冒頭に「歌のトップテン」のロゴを表示。全体構成は初代と同じ。

## 歴史

### 徳光・石野時代
- 1986年4月7日 - 放送開始。初回の1位は中森明菜の「DESIRE -情熱-」。番組冒頭の徳光と石野の挨拶や番組の簡潔な説明の後、当時徳光が司会を務めていた『ズームイン!!朝!』をネットしていた各局[注 6] の担当キャスターがリレーでVTRコメントで登場した。
- 1986年12月1日 - この日に放送された前枠番組『セーラー服反逆同盟』より中山美穂、『ボスコアドベンチャー』より中原茂がゲスト出演。番宣を兼ねたため、『ボスコアドベンチャー』と『セーラー服反逆同盟』の映像を流して放送している。また、『ボスコアドベンチャー』の主題歌を歌う日髙のり子が歌唱を担い、『セーラー服反逆同盟』の仙道敦子は荒川区ホテルの会場から挿入歌として歌唱された。
- 1987年3月9日 - 『ザ・トップテン』から数えて300回を迎えており、同日から30日までの4週にわたって300回記念特集が放送された。最終週の30日をもって徳光と石野が降板。この日は90分の拡大スペシャルとして放送し、和田・紳助が引き継ぎで会場に登場。エンディングでは徳光と石野が『男と女のラブゲーム』をデュエットして締め括った[1]。

### 和田・紳助時代
- 1987年4月6日 - 2代目司会者として和田アキ子と島田紳助が登場。
- 1987年5月11日 - 最高視聴率の23.0%（ビデオリサーチ調べ、関東地区）を記録。この週の1位は松田聖子の「Strawberry Time」。
- 1987年10月19日 - 同年に放送されたテレビアニメ『機甲戦記ドラグナー』から山瀬まみの「スターライトセレナーデ」がこの週の7位にランクイン。山瀬はとしまえんのイベントステージにて、中継出演した。
- 1988年3月28日 - 渋谷公会堂での生中継中に統合失調症[注 7]の男が乱入、この日第6位の『AL-MAUJ』の歌唱中だった中森明菜にノートを投げつけて警備員に取り押さえられるという騒動があった。この模様は一瞬ではあったがテレビでも放送[注 8]され、会場は騒然とした。中森やステージにいたミュージシャン達に危害は無かったが、この事件だけに限らず、この頃は光GENJIが毎週のように出演し、そのファンの歓声や奇行[注 9]が他のアーティストのトーク中や、その最中に光GENJIのメンバー達がアーティストが座る溜席に戻る際にも絶えず、生放送中に司会者が光GENJIのファンに注意を促しても治らずに、番組の進行の妨げになっていた事や、以前から毎週渋谷公会堂で生放送を行うのはどうなのかという意見や苦情が、月曜日に渋谷公会堂を利用したいという渋谷区民から相次いでいた事もあり、これを機に日テレGスタジオからの非公開生放送の割合が増えた。
- 1988年5月23日 - テレビアニメ『ビックリマン』よりヤマト王子が登場。当時「ビックリマンファン」にとって大人気のある観客全員に「ビックリマン」をプレゼントしていた。そして、当時子供の頃からビックリマンのファンだった小川範子もこのアニメのファンであると公表している。
- 1988年9月19日 - 本放送をもって渋谷公会堂からの放送を終了。それに伴い、9月12日と同日放送分を「さよなら渋谷公会堂」[2]と題して12日は『NTV紅白歌のベストテン』のオーケストラピットの舞台セット、19日は通常のMCセットに代わり『ザ・トップテン』で用いたエレベーターで登場するMCセットを再現した企画を実施した後、非公開に完全移行した。
- 1988年10月3日 - この日の2時間スペシャルより麹町・日本テレビ本社（当時）Gスタジオからの非公開放送に完全移行。
- 1989年9月11日 - テレビアニメ『悪魔くん』から悪魔くん、メフィスト2世、百目が着ぐるみで登場。この日のゲスト歌手である少年隊、南野陽子、酒井法子、欠席の爆風スランプや宮沢りえも「悪魔くんファン」であることを伝えている。
- 1989年10月9日 - 『トップテンシリーズ』が『NTV紅白歌のベストテン』開始から20周年を迎え、この日は『秋の特別企画・輝け!!紅白対抗トップテン』と題して2時間スペシャルを放送。番組のエンディングでは9月に『ザ・ベストテン』が放送終了した際、この番組にも「やめないで」という声が相次いだことを受けて、司会の和田が「唯一のランキング番組として頑張ります」と宣言した。また、『ベストテン』の終了発表時にもレギュラー放送で紳助とこのことについて触れた上で「この番組は続けて参ります」と宣言している。しかし、結局その半年後に終了することとなった。
- 1989年10月16日 - この回より渋谷公会堂時代の修学旅行生招待に代わる形で学生10人グループをスタジオに招く「WADA組」という制度が開始。
- 1989年11月13日 - 石原慎一が、当時発売されたOVA作品『強殖装甲ガイバー』の主題歌「強殖装甲ガイバー」を披露。『ガイバー』の原作者でもある高屋良樹もスタジオに駆け付けた。
- 1989年12月25日 - 毎年末に発表していた年間ランキングが発表されず、「今夜はハチャメチャXmas!」と題した2時間スペシャルが放送された。ランキングは週間のみ本編終了後、リクエスト募集の前に「もうすぐトップテン」「アルバムトップテン」の要領で発表した。
- 1990年1月22日 - 小泉今日子の「学園天国」が1位を獲得。小泉はスケジュールの都合で欠席だったため、オリジナル歌手のフィンガー5が出演して歌った[3]。
- 1990年3月19日 - レギュラー放送の最終回を迎えた。最終回の1位は光GENJIの「荒野のメガロポリス」で、ステージセットは本番組の台本の表紙を巨大化させたパネルのみであった。エンディングはステージセットの照明が落ちてホリゾントに「ありがとう さようなら」というメッセージが映されて締めくくられた。最終回視聴率は12.2％。
- 1990年3月26日 - 「今夜で最後!すべて見せます 紅白歌のベストテンから歌のトップテン〜さようなら、ありがとう〜」のタイトルで2時間に拡大した総集編を放送[4]。歴代の司会者[注 10]・登場歌手が昔の映像を見返す。ラストは歴代司会者と番組出演者が勢揃いしたところで、『哀しみのソレアード』（『カックラキン大放送!!』EDテーマとして知られる）をBGMに、徳光のナレーションで締めた。視聴率は15.7％。『NTV紅白歌のベストテン』以来20年半続いた『トップテンシリーズ』はこれで幕を下ろした。

## エピソード
- プロ野球の試合のない月曜日に試合が予定され、後楽園球場の巨人戦の中継が入り、生放送が中止になった場合は、関東地区等一部地域では翌日の夕方16:00-17:00に録画放送されていた（雨天中止の場合はそのまま月曜20:00から生放送。当時は公開放送であったために会場に来た観客に考慮し収録を中止できず、そのため司会者と出場歌手はこの時間のスケジュールを押さえられていた）が、1988年に巨人の本拠地が後楽園から東京ドームに移行し、雨天による試合中止が基本的に無くなり、月曜20時に出場歌手のスケジュールを押さえる必要が無くなったため、月曜に試合が開催される場合にはその週の放送が無くなった。
- 19:00から2時間スペシャルとして放送する際には、19時台に他系列のネット番組やローカル番組を放送する関係上、19:30もしくは20:00から飛び乗り放送する地域もあった。そのため、19:30や20:00には改めて簡素なタイトルテロップを出すか、タイトルテロップをネット局側で被せるためのスペースを設けていた（月曜日に野球中継を放送した場合も同様の措置）。
- 『ザ・ベストテン』（TBS）では、後年には一切出演をしなかったおニャン子クラブだが、この番組に関しては、裏番組『月曜ドラマランド』（フジテレビ）にメンバー出演等スケジュールの都合がつかない場合を除いて出演している。
- 1986年当時バップから発売されたファミコン用ゲームソフト『元祖西遊記スーパーモンキー大冒険』の取扱説明書には、番組観覧の応募券が印刷されていた。

## ランキング・出演データ

### 年間トップテン1位獲得曲

#### シングル
| 年度               | 曲名              | 歌手名      |
| ------------------ | ----------------- | ----------- |
| 1986年（昭和61年） | BAN BAN BAN       | KUWATA BAND |
| 1987年（昭和62年） | 追憶              | 五木ひろし  |
| 1988年（昭和63年） | 抱きしめてTONIGHT | 田原俊彦    |
| 1989年（平成元年） | （発表なし）      |             |

#### アルバム
| 年度               | 作品名              | 歌手名      |
| ------------------ | ------------------- | ----------- |
| 1986年（昭和61年） | NIPPON NO ROCK BAND | KUWATA BAND |
| 1987年（昭和62年） | ノン・ストッパー    | 荻野目洋子  |
| 1988年（昭和63年） | 光GENJI             | 光GENJI     |
| 1989年（平成元年） | （発表なし）        |             |

### 連続トップワン記録（V6以上のものを掲載）
- V9-光GENJI 「ガラスの十代」
- V8-光GENJI 「パラダイス銀河」
- V7-中森明菜 「DESIRE」（ザ・トップテンから継続）
- V6-光GENJI「Diamondハリケーン」・工藤静香 「黄砂に吹かれて」

### 初登場第一位を獲得した歌手・楽曲
- 中森明菜 「Fin」 （1986年）
- 松田聖子 「Strawberry Time」 （1987年）
- 少年隊 「ABC」（1987年）　「じれったいね」（1988年）　「まいったネ今夜」（1989年）
- 光GENJI 「パラダイス銀河」「Diamondハリケーン」「剣の舞」（共に1988年）　「荒野のメガロポリス」（1990年）
- 男闘呼組 「秋」（1989年） 「DON'T SLEEP」（1990年）
- Wink 「One Night In Heaven 〜真夜中のエンジェル〜」（1989年)
- 工藤静香 「くちびるから媚薬」（1990年）

### トップテン入りしながらも一度も出演しなかった歌手
- BOØWY　「B・BLUE」（1986年）
- 藤井尚之　「NATURALLY」（1987年）（ザ・ベストテンには出演）
- 石原裕次郎「北の旅人」（1987年）（本人の没後にランクイン。放送では『太陽にほえろ!』の出演シーンを抜粋したVTR等が放送された）
- 久保田利伸　「You were mine」（1988年）（ザ・ベストテンにはビデオ収録されたコンサート映像を放送する形で出演）
- 高橋良明　「恋の3-2-1」（1988年）
- 尾崎豊　「太陽の破片」（1988年）
- 氷室京介　「ANGEL」（1988年）（但し、紅白歌のベストテンにはスピニッヂ・パワー在籍時に出演）
- 藤井郁弥　「Mother's Touch」（1988年）（チェッカーズとしての活動中はソロでの出演を断っていたため。ただしチェッカーズのメンバーとしては何度も出演）
- THE BLUE HEARTS　「TRAIN-TRAIN」（1989年）
- COMPLEX　「BE MY BABY」（1989年）（ただし吉川晃司はソロで何度も出演）
- ZIGGY　「GLORIA」（1989年）（ザ・ベストテンには一度だけ出演）
- 宮沢りえ　「ドリームラッシュ」（1989年）
- 竹内まりや　「シングル・アゲイン」（1989年）（但し、過去に紅白歌のベストテンには出演）
- 米米CLUB　「FUNK FUJIYAMA」（1989年）
- 小田和正　「Little Tokyo」（1989年）
- JUN SKY WALKER(S)　「白いクリスマス」（1989年）
- 山下達郎　「クリスマス・イヴ」（1989年）
- 牛若丸三郎太　「勇気のしるし」（1990年）
- BUCK-TICK　「悪の華」（1990年）

### ザ・ベストテンでは1位になった事がないが歌のトップテンでは1位になった曲
（）内はオリコンでの最高位
- アイドルを探せ/菊池桃子 (1位)
- 不自然な君が好き/C-C-B (2位)
- 砂の城/斉藤由貴 (2位)
- 水の中のAnswer/杉山清貴 (1位)
- Nile in Blue/菊池桃子 (2位)
- 50/50/中山美穂 (2位)
- 吐息でネット/南野陽子 (1位)
- セシル/浅香唯 (1位)
- I MISSED "THE SHOCK"/中森明菜 (3位)
- Witches/中山美穂 (1位)
- ROCKIN' MY SOUL/男闘呼組 (1位)

### ザ・ベストテンでは10位以内にランクインしなかったが歌のトップテンでは10位以内にランクインした曲
- I'll be back again...いつかは/TAKESHI&HIROKI
- Teenage Walk/渡辺美里
- あじさい橋/城之内早苗
- 乙女日和/水谷麻里
- Lonely Butterfly/レベッカ
- 技ありっ！/うしろゆびさされ組
- 流星のマリオネット/吉沢秋絵
- 僕達のRUNAWAY/福永恵規
- シンフォニーの風/西村知美
- スターライトセレナーデ/山瀬まみ
- ヴァニティナイト/芳本美代子
- 星屑の狙撃手/国生さゆり
- City Hunter〜愛よ消えないで〜/小比類巻かほる
- かたつむりサンバ/おニャン子クラブ
- Hold Me!/BaBe
- ガールズ・オン・ザ・ルーフ/渡辺美奈代
- 胸の振子/薬師丸ひろ子
- 十六夜物語/河合奈保子
- ハートに火をつけて/長山洋子
- ソレ以上、アレ未満/国生さゆり
- Night of Summer Side/池田政典
- TONIGHT!/BaBe
- 東京Sickness/芳本美代子
- 恋文/C-C-B
- 夏休みだけのサイドシート/渡辺満里奈
- Get a Chance!/BaBe
- 恋は遠くから/国生さゆり
- Love Letter/酒井法子
- ボクらの夢によろしく/CHA-CHA
- 抱いてあげる/渡辺美奈代
- 恋の3-2-1/高橋良明　他

## スタッフ
- 構成：玉井冽（現：玉井貴代志）、宮田和実、矢頭浩
- 音楽：永作幸男
- 振付：土居甫、日本テレビ音楽学院、ザ・バーズ10
- 演奏：ガッシュアウト、新音楽協会
- コーラス：シャンテ
- ディレクター：高木章雄、鈴木昌利、長谷川賢一、稲庭由美子、土屋泰則、内田功、見山欣也、西田弘一、中尾光孝
- プロデューサー：増田一穂
- 演出・プロデューサー：吉岡正敏
- 制作：原薫太郎、遠藤克彦
- 製作著作：日本テレビ

## 放映ネット局
系列は放送終了時のもの。
| 放送対象地域   | 放送局             | 系列                                         | 備考                                |
| -------------- | ------------------ | -------------------------------------------- | ----------------------------------- |
| 関東広域圏     | 日本テレビ         | 日本テレビ系列                               | 制作局                              |
| 北海道         | 札幌テレビ         | 日本テレビ系列                               |                                     |
| 青森県         | 青森放送           | 日本テレビ系列 テレビ朝日系列                |                                     |
| 岩手県         | テレビ岩手         | 日本テレビ系列                               |                                     |
| 宮城県         | ミヤギテレビ       | 日本テレビ系列                               |                                     |
| 秋田県         | 秋田放送           | 日本テレビ系列                               |                                     |
| 山形県         | 山形放送           | 日本テレビ系列 テレビ朝日系列                |                                     |
| 福島県         | 福島中央テレビ     | 日本テレビ系列                               |                                     |
| 山梨県         | 山梨放送           | 日本テレビ系列                               |                                     |
| 新潟県         | テレビ新潟         | 日本テレビ系列                               |                                     |
| 長野県         | テレビ信州         | 日本テレビ系列 テレビ朝日系列                |                                     |
| 静岡県         | 静岡第一テレビ     | 日本テレビ系列                               |                                     |
| 富山県         | 北日本放送         | 日本テレビ系列                               |                                     |
| 福井県         | 福井放送           | 日本テレビ系列 テレビ朝日系列                | 1989年3月までは日本テレビ単独加盟局 |
| 中京広域圏     | 中京テレビ         | 日本テレビ系列                               |                                     |
| 近畿広域圏     | 読売テレビ         | 日本テレビ系列                               |                                     |
| 鳥取県・島根県 | 日本海テレビ       | 日本テレビ系列                               |                                     |
| 広島県         | 広島テレビ         | 日本テレビ系列                               |                                     |
| 山口県         | 山口放送           | 日本テレビ系列 テレビ朝日系列                |                                     |
| 徳島県         | 四国放送           | 日本テレビ系列                               |                                     |
| 香川県・岡山県 | 西日本放送         | 日本テレビ系列                               |                                     |
| 愛媛県         | 南海放送           | 日本テレビ系列                               |                                     |
| 高知県         | 高知放送           | 日本テレビ系列                               |                                     |
| 福岡県         | 福岡放送           | 日本テレビ系列                               |                                     |
| 長崎県         | テレビ長崎         | 日本テレビ系列 フジテレビ系列                |                                     |
| 熊本県         | くまもと県民テレビ | 日本テレビ系列                               |                                     |
| 大分県         | テレビ大分         | 日本テレビ系列 フジテレビ系列 テレビ朝日系列 |                                     |
| 宮崎県         | テレビ宮崎         | 日本テレビ系列 フジテレビ系列 テレビ朝日系列 |                                     |
| 鹿児島県       | 鹿児島テレビ       | 日本テレビ系列 フジテレビ系列                |                                     |
| 沖縄県         | 沖縄テレビ         | フジテレビ系列                               | [ 注 11 ]                           |

- テレビ金沢は開局直前のサービス放送2日目（1990年3月26日）に最終回スペシャルを放送。

## CSでの再放送
2010年6月7日から2011年までCS放送・日テレプラスで再放送された。過去のランキング形式の音楽番組がCSで再放送を行うのは『ザ・トップテン』に続き2例目。また、2011年7月から12月まで歌謡ポップスチャンネルで放送され、さらに2013年5月よりファミリー劇場でも放送されたほか、2019年5月にはホームドラマチャンネルで放送された。
各チャンネルともに、第1回は本放送の第1回である1986年4月7日放送分を放送。VTRの保存状態や楽曲の著作権等をクリアした回を中心に順不同で放送している。
肖像権の問題によりジャニーズ事務所所属歌手とサザンオールスターズメンバー（KUWATA BAND等）出演の回は放送されていない。一方、同じように権利関係で放送が困難とされていたとんねるず（ホームドラマチャンネルでの再放送時はカット）やおニャン子クラブメンバーの永田ルリ子出演回はそのまま放送されている。メンバー2人がジャニーズだったがグループ自体は浅井企画の所属だったCHA-CHAの出演回は放送された。また、1987年4月以降（和田・紳助司会時代）の放送回について、紳助が2011年8月に芸能界を引退したため、該当箇所（MCトーク部分）の二次利用が不可能となったことから、以降は再放送が行われていない。
なお、各チャンネルともに、放送当時のテロップ（氏名・曲名表示、スタッフロールなど）は表示されていない（順位グラフなどはそのまま放送されている）が、曲の冒頭の画面右下に独自で曲名・歌手名を表示している（順位表示なし）。

### 日テレプラス・歌謡ポップスチャンネル
放送回数約180回のうち、日テレプラスでは31回が放送された。また、歌謡ポップスチャンネルでは2011年7月の放送開始当初から1986年放送分（徳光・石野司会時代）のうち10回を放送したほか、2012年6月3日と6月10日に全10回分のうち9回分が一挙放送された。

### ファミリー劇場
- 2013年5月2日、ファミリー劇場にて『ザ・トップテン』とのセットによる特別編成が行われ[6]、本番組からは第1回（1986年4月7日放送）と第8回（1986年6月2日放送）の2回が放送された（19:00-21:00）[注 15]。ファミリー劇場での歌謡番組放送も『ザ・トップテン』に続き2例目であり、本番組はこの時が初放送となった。
- 2013年5月24日より週1回、金曜日20:00 - 21:00の枠で放送（『ザ・トップテン』との入れ替えによる編成[注 16]）。
- 2014年より日曜日20:00 - 21:00の枠での放送（『ザ・トップテン』との入れ替えによる編成）となるも[注 17]、その後は不定期で放送されることが多かった。
- ファミリー劇場でも前述2回に続いて、第9回（1986年6月9日放送[注 18]）から放送された（歌謡ポップスチャンネル放送分と同一のものを放送）。

## 関連商品
2014年12月24日に『30th anniversary 菊池桃子 in トップテン －日本テレビ秘蔵映像集－』として菊池桃子の『ザ・トップテン』『歌のトップテン』出演時の歌唱映像（他に『うるとら7:00』・『スーパージョッキー』出演時映像も併録）を収録したDVD‐BOXがVAPから発売された。
他に当番組の映像を収録した商品は以下のものがある。
- 1986 OMEGA TRIBE CARLOS TOSHIKI&OMEGA TRIBE COMPLETE BOX "Our Graduation"（VAP 2005年3月9日発売）：1986オメガトライブ/カルロス・トシキ&オメガトライブのCD＋DVD‐BOX。
- ナンノ アニバーサリー25th（ソニー・ミュージックレコーズ 2010年11月11日発売）：南野陽子のCD＋DVD‐BOX。
- Premium Best 初回限定盤：酒井法子のCD＋DVD＋BOOK。

## その他
- 1994年から1995年まで深夜帯枠（関東ローカル）で放送されていた『M-STAGE』木曜日に「M-STAGE4・あの日のトップテン」と題して、過去のランキングを紹介していた。